# Старобрно
Пивара Старобрно (чеш. Pivovar Starobrno) се налази у граду Брну и тренутно је део Хајнихен групе. 
На годишњем нивоу се произведе око 914. 000hl. Старобрно пиво се производи од 1325. године.
Пивара производи неколико различитих врсти пива (Osma, Tradiční, Černé, Řezák, Medium, Ležák a Fríí). Један од главних специјалитета је зелено пиво које се производи само једном годишње за зелени четвртак.